# Gessius verticalis
Gessius verticalis är en insektsart som beskrevs av William Lucas Distant 1908. Gessius verticalis ingår i släktet Gessius och familjen dvärgstritar. Inga underarter finns listade i Catalogue of Life.